# Теректински район
Теректински район (на казахски: Теректі ауданы) е съставна част на Западноказахстанска област, Казахстан, обща площ 8422 км2 и население 37 975 души (по приблизителна оценка към 1 януари 2020 г.). Административен център е село Фьодоровка.